# Accord d'association entre l'Algérie et l'Union européenne
L'accord d'association entre l'Algérie et l'Union européenne est un accord d'association signé le 22 avril 2002 et entré en application le 1er septembre 2005. Cet accord fait ainsi partie du Processus de Barcelone.

## Historique
Les relations commerciales entre les deux entités étaient déjà régies par divers accords (notamment les accords internationaux au sein de l'OMC et deux accords bilatéraux datant de 1976). La négociation du nouvel accord s'est achevée en décembre 2001 et après son entrée en application en 2005, il prévoyait l'élimination progressive, des droits à l'importation de produits industriels de l'UE, ainsi que ceux rattachés aux produits agricoles des deux pays parties (ce qui a globalement été atteint en 2020) ; une coopération politique et économique renforcée, ainsi qu'une série d'aides techniques et financières pour accompagner le développement du pays et accélérer son rapprochement avec le marché commun de l'UE.
Le 5 octobre 2024, le président algérien Abdelmadjid Tebboune, a déclaré lors d'une entrevue périodique avec des représentants des médias nationaux que l'accord d’association entre l’Algérie et l’Union européenne (UE) sera révisé à partir de 2025. Le 8 octobre 2024, le ministre algérien des affaires étrangères Ahmed Attaf, a réaffirmé le souhait de l'Algérie de réviser l’accord d’association avec l’Union européenne (UE) pour « qu’il soit équitable pour les deux parties ». Mais selon l'UE, les exportations européennes vers l'Algérie ont baissé de 31 % entre 2014 et 2024. L'UE considère que cette situation résulte « d’une série d’obstacles érigés par les autorités algériennes depuis 2021 ».
Le 14 janvier 2025, le président Abdelmadjid Tebboune, a présidé une réunion consacrée au suivi de l’état d’avancement des préparatifs en prévision de la révision de l’accord d’association avec l’Union européenne (UE).
En juillet 2025, l'UE engage une procédure d’arbitrage contre les « restrictions commerciales et d’investissement de l’Algérie ». En même temps, Bruxelles annonce son soutien aux entreprises françaises qui seraient lésées à la suite de la crise dans les relations entre l'Algérie et la France. En réaction, le ministre des Affaires étrangères algérien Ahmed Attaf regrette le caractère « unilatéral » de cette décision de l’UE et demande la convocation d’une session du « Conseil d’association » qui doit évaluer  les résultats des négociations. 
Alors que l'Algérie réclame depuis plusieurs années la révision des clauses de l'accord, jugées déséquilibrées en faveur de l'Europe, les données douanières des vingt dernières années confirment ce déséquilibre. Alger estime que la question de fond réside dans des échanges commerciaux structurellement défavorables à son économie, un accès limité des produits algériens au marché européen, et une faiblesse persistante des flux d'investissements directs étrangers (IDE) vers le pays. Entre 2005 et 2019, l'Algérie a exporté vers cet espace pour 15 milliards d’euros marchandises hors hydrocarbures et en a importé pour 320 milliards d'euros.

## Relations commerciales
L'UE est le plus grand partenaire commercial de l'Algérie et représente 46,7 % en 2019 de son commerce international (soit 24,9 milliards d'euros) ; les importations de l'UE en provenance d'Algérie se sont élevées à 11,4 milliards d'euros, dominées par les produits pétroliers et miniers (93,5 %) et les exportations de l'UE vers l'Algérie se sont élevées à 13,5 milliards d'euros et étaient dominées par les machines et équipements de transport (28,9 %), l'agriculture et les matières premières (23,7 %) et les produits chimiques (20 %). Les échanges bilatéraux de services s'élevaient à 4,6 milliards d'euros en 2019 dont 1,5 milliard d'euros d'importations de services de l'UE et 3,1 milliards d'euros d'exportation.